# تشارلز في. بلانشارد
تشارلز في. بلانشارد هو سياسي أمريكي، ولد في 2 فبراير 1866، وتوفي في 20 فبراير 1939. نشط حزبياً في الحزب الجمهوري. وقد انتخب عضو مجلس ولاية ماساتشوستس ‏ وانتخب عضو مجلس نواب ماساتشوستس ‏.